# 古賀賢治
古賀 賢治（こが けんじ）は、日本の芸術家、グラフィックデザイナー、アートディレクター。長崎県生まれ。東京都在住。代表作ともいえる切手のコラージュ「平和の象徴」が、ニューヨーク国連本部のパーマネント・コレクション（永久保存）に日本人として初めて選出。「平和の象徴」は、小さな紙片の中に人と人を結びつける力を強く秘めた切手に、世界の平和を希求する想いを託したものである。
20世紀の世界各国の使用済み切手と、国連が過去40年間に発行した切手による作品（この作品のみオリジナル制作。他はすべてシルクスクリーンプリント）、それら合計8点のアート作品が国連郵便管理局によって永久保存されている。また1994年、国連で開催された“自然災害軽減世界会議”の記念切手案が国連切手デザイン委員会の決定を経て、1994年に選出される。オリジナル絵画3点およびデザインを手掛けたその作品は、1995年、ニューヨーク、ジュネーヴ、ウィーンのそれぞれの国連より20世紀最後の国連記念切手として発行された。

## 年譜
- 1974年 - ニューヨーク渡米。アートワーク活動開始。
- 1982年 - デザインオフィス株式会社C.Y.A設立。
- 1992年 - NGO団体（主に国連難民高等弁務官事務所への支援）日米アースサクセス委員会ニューヨーク本部設立。同年8月日本支部設立。現在に至る。

マイケル・ジャクソンよりワールドツアー日本公演の際、「マイケル・ジャクソンワールド」のイメージ空間デザインの依頼・制作。
- 1993年 - ニューヨーク、アートディレクターズギャラリーにて個展開催。

ニューヨーク、ミューチュアル保険会社本社ギャラリーにて個展開催。
ニューヨーク国連本部にて原画2点、シルクスクリーン6点の永久保存特別レセプションが行われる。
- 1994年 - 国連記念切手「国際防災の10年」の世界コンペへ作品提出、ニューヨーク国連本部デザイン査問委員会の決定を経て選出される。

伊勢丹デパートにて個展開催。
横浜にて「自然災害軽減世界会議」へ特別出展。（日本で初めての国連国際会議。皇太子徳仁親王・同妃雅子さまが観覧した。）
- 1995年 - ニューヨークメットライフ（旧パンナムビル）保険ギャラリースペースにて個展開催。

「自然災害軽減の10年」の記念切手、ニューヨーク国連本部、ジュネーヴ国連支部、ウィーン国連支部から販売される。
国連認定の難民救済募金箱設置スタート。（以後一年に一回国連難民高等弁務官事務所を通し基金の寄付を行っている。）
阪神・淡路大震災被災者に対するベネフィットCD作成・参加。ジャズ界よりハービー・ハンコック、キース・ジャレット、パット・メセニー、チャールズ・ロイド、坂本龍一他海外アーティスト数十人参加。
阪神・淡路大震災被災者、高校生・大学生6000名のためのフリーチャリティコンサートを企画・開催。ハービー・ハンコック・トリオ、小曽根真、菊池雅章他多数出演。
- 1996年 - 伊勢丹デパートにて個展開催。
- 1997年 - 銀座ミキモトアートギャラリーにて個展開催。
- 1998年 - 第35代アメリカ合衆国大統領ジョン・F・ケネディの弟、ロバート・ケネディ司法長官の次男ロバート・ケネディJr. （リバーキーパーズ財団を率いて河川汚染問題を主軸にした環境汚染を追求するアメリカ屈指の人物）を日本へ招聘。東京・京都で日米アースサクセス環境セッションを主催。
- 1999年 - メキシコ「サンイグナシオ・ラグーン（環礁）」の野生動物・植物（世界遺産候補地）が絶滅の恐れがあるため日米アースサクセス委員会とロバート・ケネディJr.並びに世界環境保護協会（アメリカ最大のNGO）、世界有数の学者が現地に集まる。
- 2000年 - 「ニース国連世界水会議」に出席。

「国連難民高等弁務官事務所・創立50周年記念コンサート」を開催。その際ニューヨークより「アメリカ公民権運動家」でもあり「ジャズ界のゴッド」でもあるマックス・ローチ・カルテットを招聘。
- 2001年 - 天台宗総本山・比叡山延暦寺にて黒沢久雄、小林大僧正等とのパネル・コラボレーション。
- 2003年 - 「KENJI KOGA ANIMAL ARTBAG」ブランド、ニューヨークデビュー。
- 2006年 - ＜ダ・ヴィンチ・コード展＞総合アートディレクション。最新のデジタル技術を駆使した「ダ・ヴィンチの謎」を六本木ヒルズで展開した。会場内で販売されるウォッチ・グラスなどのアート作品のプロデュースも手掛ける。
- 2010年 - LEDウッドオブジェ＜ル・コルビュジエへのオマージュシリーズ＞制作。近代建築の三代巨匠の一人、ル・コルビュジエ後期の代表作「ロンシャン礼拝堂（1955年竣工）」。その礼拝堂内部の南壁に無数に作られた「光入れのためのステンドグラスのカタチに魅せられ、マホガニーとLEDを組み合わせた作品である。尚、同時に＜”ポスト侘び寂び”＞としてウッドアートオブジェの作品も発表された。
- 2012年 - 5月皇居前に位置する「パレスホテル東京」がグランドオープン。その一階ロビー部分に設置されたデジタルサイネージ作品「淋派・狩野派などの日本の名画シリーズ」のアートディレクションを手掛ける。琳派・狩野派などの重要文化財クラスの名画の新しい見せかたを展開。新しいパブリックサイネージデザインを提案した。